# Нікітино (Кармаскалинський район)
Нікі́тино (рос. Никитино, башк. Никитин) — присілок у складі Кармаскалинського району Башкортостану, Росія. Входить до складу Адзітаровської сільської ради.
Колишня назва присілка — Боркотле.
Населення — 127 осіб (2010; 148 в 2002).
Національний склад:
- башкири — 69 %
- росіяни — 27 %